# Аренцано
Аренцано (итал. Arenzano) је насеље у Италији у округу Ђенова, региону Лигурија. 
Према процени из 2011. у насељу је живело 11226 становника. Насеље се налази на надморској висини од 24 м.

## Становништво
Према резултатима пописа становништва 2011. у општини је живело 11.584 становника.
| 1936. | 1951. | 1961. | 1971. | 1981.  | 1991.  | 2001.  | 2011.  |
| ----- | ----- | ----- | ----- | ------ | ------ | ------ | ------ |
| 4.916 | 5.562 | 6.511 | 9.466 | 10.973 | 11.181 | 11.431 | 11.584 |

## Партнерски градови
- Мазаган
- Калазета
- Loutraki
- Понтоаз
- Domburg
- Тата